# Boma (Repubblica Democratica del Congo)
Boma è una città e porto della Repubblica Democratica del Congo, situata sulle rive del fiume Congo. La città fa parte della Provincia del Congo Centrale e nel 2009 aveva una popolazione stimata di 527.725 abitanti.

## Storia
"Boma" significa fortezza in kikongo e in varie lingue bantu. Henry Morton Stanley nel suo libro Come ritrovai Livingstone utilizza il termine in questo senso.
Boma è stata fondata come centro per scambio di schiavi ed entrepôt da mercanti provenienti da vari Paesi europei nel sedicesimo secolo. Dal 1º maggio 1886 al 31 ottobre 1929 è stata la capitale del Congo Belga (la moderna Repubblica Democratica del Congo); in seguito divenne capitale Léopoldville (poi rinominata Kinshasa).

## Economia
La città esporta legname tropicale, banane, cacao e prodotti ottenuti dalle palma. Boma possiede un aeroporto (codice IATA: BOA) e un porto autonomo.